# Aptesis gravipes
Aptesis gravipes är en stekelart som först beskrevs av Johann Ludwig Christian Gravenhorst 1829.  Aptesis gravipes ingår i släktet Aptesis och familjen brokparasitsteklar. Arten är reproducerande i Sverige. Inga underarter finns listade.